# Cui prodest? (romanzo)
Cui prodest? è un romanzo giallo storico scritto da Danila Comastri Montanari, pubblicato per la prima volta nel 1997 dalla Hobby & Work. In origine uscito come la sesta avventura di Publio Aurelio Stazio in ordine di uscita, è ad oggi considerato la quarta in termini di ambientazione.

## Trama
Roma, inverno dell'anno 46 d.C. Durante un'asta di schiavi, Publio Aurelio Stazio riesce a comprare lo schiavo Glauco, notevole scriba, ma poco dopo lo schiavo viene trovato morto sgozzato. Aurelio capisce subito che la mano che lo ha ucciso potrebbe colpire ancora, e per giunta nella sua domus, che sia guidata da un vero e proprio disegno o soltanto da una pura e semplice follia omicida. Persino il suo acume investigativo vacilla di fronte a un'orma insanguinata e una pedina di latrunculi (una sorta di antichi scacchi), gli unici due indizi che riesce a trovare. Al giovane senatore non resta quindi che una sola possibilità per stanare il colpevole: portarlo allo scoperto attirando sé stesso come esca.
Oltre alla storia principale, il libro contiene anche un'altra storia-appendice, Una filosofa per Publio Aurelio Stazio.

## Personaggi
- Publio Aurelio Stazio: Il protagonista della serie.
- Castore: il segretario di Aurelio.
- Paride: intendente e capo della servitù di Aurelio.
- Polidoro, Modesto e Timone: schiavi triclinari di Aurelio.
- Nefer, Fillide, Iberina, Tuccia e Delia: ancelle di Aurelio.
- Terenzio: un triclinario.
- Scapola: un giardiniere al servizio di Aurelio.
- Azel: un barbiere siriano al servizio di Aurelio.
- Arsace: portiere di Aurelio.
- Domizia: amica di Glauco.
- Marcello Veranio: corpulento tutore di Druso.
- Verania Marcellina: la sorella di Marcello.
- Druso Saturnino: un giovane editore.
- Glauco e Paconio: due copisti, ossia scribi. Glauco è la vittima principale.
- Sarpedone: un maligno fuochista.
- Fulvia Arionilla: la vedova di Marco Italico.
- Nerio: un liberto.
- Pupillo e Nicomede: due schiavi.
- Calvisio: un mercante di schiavi.
- Settimio: un anziano fabbricante di scarpe.
- Fedro: un poeta.
- Zoe: una prostituta.
- Giulio Cano: un campione di latrunculi.
- Cossuzio: un giocatore di dadi.
- Mummio Vero: un vigile notturno.

## Edizioni
- Danila Comastri Montanari, Cui prodest?, Collana Giallo&Nero, Hobby & Work, 1997.
- Danila Comastri Montanari, Cui prodest?, Hobby & Work, 3 settembre 1999,  p. 350, ISBN 978-88-7133-349-6.
- Danila Comastri Montanari, Cui prodest?, collana Publio Aurelio Pocket, Hobby & Work, 2005,  p. 327, ISBN 978-88-7851-134-7.
- Danila Comastri Montanari, Cui prodest?, collana Publio Aurelio Pocket, Hobby & Work, 13 luglio 2006,  p. 327, ISBN 9788878513839.
- Danila Comastri Montanari, Cui prodest?, collana Oscar Mondadori bestsellers, Arnoldo Mondadori Editore, maggio 2013,  p. 301, ISBN 978-88-04-63026-5.